# Moabitische Sprache
Die moabitische Sprache ist eine ausgestorbene semitische Sprache des kanaanäischen Sprachzweigs, die im 1. Jahrtausend v. Chr. vom Volk der Moabiter östlich des Jordans und des Toten Meeres gesprochen wurde. Sie steht in einem Dialektkontinuum mit dem Althebräischen und ist eng damit verwandt.
Die wenigen deutlichen Unterschiede bestehen in der Beibehaltung der alten Endung des Femininums auf -t, in der maskulinen Pluralendung -n (wie im Aramäischen und teilweise im Mittelhebräischen) und in der Bildung des Reflexiv mit infigiertem -t- (wie z. B. im Ugaritischen). Die Diphthonge *aj und *aw werden im Schriftbild nicht wiedergegeben und sind offenbar bereits vollständig zu *ē und *ō kontrahiert.
Das bedeutendste Denkmal des Moabitischen ist die sogenannte Meschastele, die die Taten des Königs Mescha (um 850 v. Chr.) rühmt.